# Havel-Oder-Wasserstraße

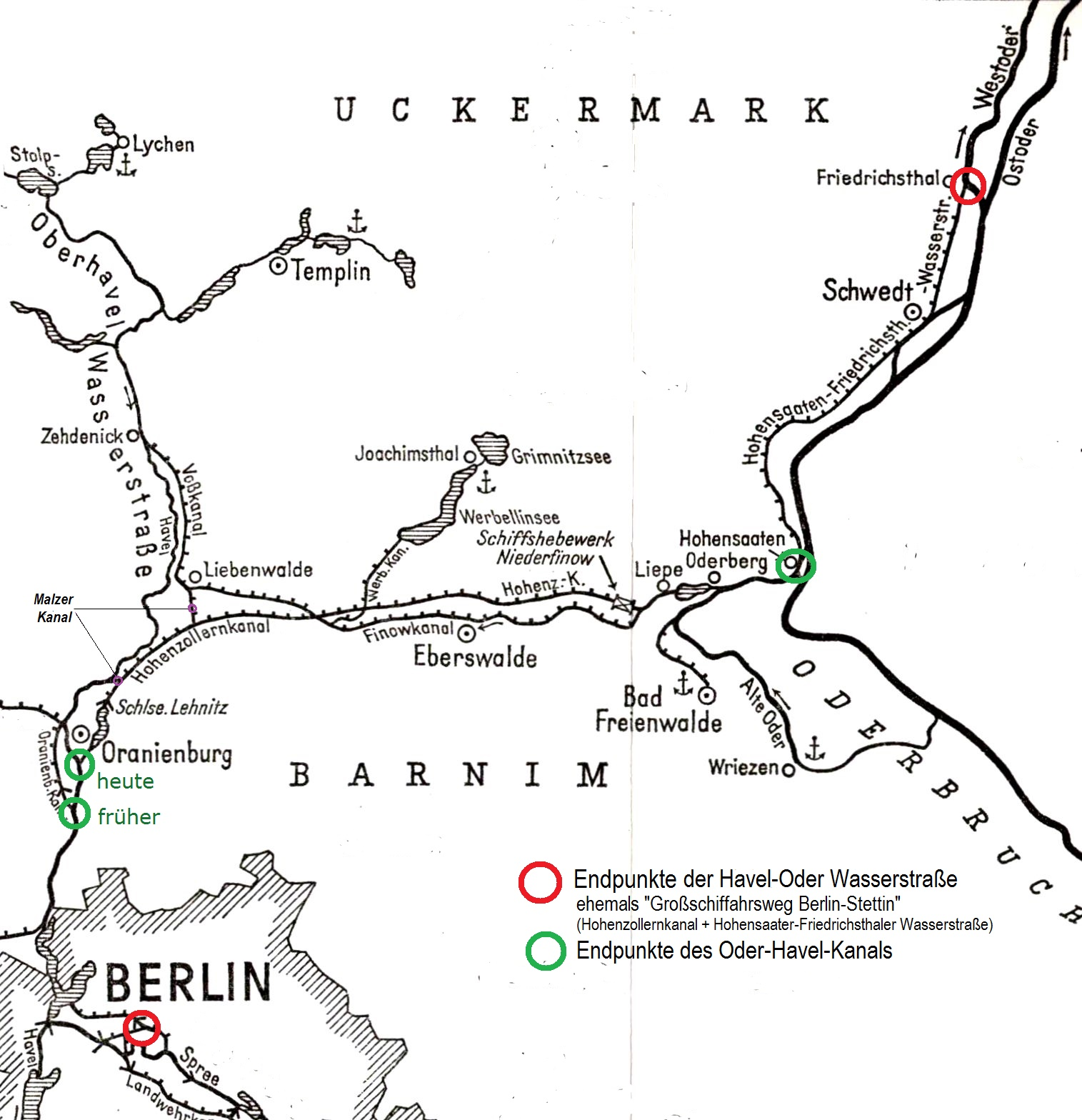
Verlauf der
Havel-Oder-Wasserstraße,
Endpunkte rot markiert

Als Havel-Oder-Wasserstraße (HOW) wird die etwa 135 km lange schiffbare Verbindung zwischen der Havel in Berlin-Spandau (ursprünglich Berlin-Spandauer Schifffahrtskanal, Schleuse Plötzensee)  und der Westoder an der deutsch-polnischen Grenze  bei Friedrichsthal nördlich von Schwedt bezeichnet. Das etwa 65 km lange Mittelstück zwischen Hohensaaten an der Oder und der Oranienburger Havel südlich von Oranienburg hat weiterhin den früheren Namen Oder-Havel-Kanal (heutiges Kürzel OHK).
Die ab 1906 erstellte und 1914 als „Großschiffahrtsweg Berlin-Stettin“ von Kaiser Wilhelm II eröffnete Wasserstraße ist der Neubau des inzwischen zu klein gewordenen Oder-Havel-Kanals auf einer komplett neuen Scheitelstrecke. Von der alten Kanal-Folge Oranienburger, Malzer und Finow-Kanal und der das Oderbruch querenden Oderhaltung wurden nur ein kurzes Stück des Malzer Kanals und die Oderhaltung übernommen und entsprechend ausgebaut. Andererseits gehörte jetzt die parallel zur unteren Oder verlaufende Hohensaaten-Friedrichsthaler Wasserstraße zum neuen Großschiffahrtsweg hinzu. Den Ausbaustandard bestimmte das 600-Tonnen-Schiff, nicht mehr das kürzere und schmalere Finowmaß-Schiff.
Der Name „Großschiffahrtsweg Berlin-Stettin“ setzte sich nicht durch, hingegen bürgerte sich der vom Kaiser bei der Einweihung verwendete Name Hohenzollernkanal ein. Nach 1945 wurde wieder der schon vor 1914 gebrauchte Name  Oder-Havel-Kanal verwendet, und nach der deutschen Wiedervereinigung der Name Havel-Oder-Wasserstraße kreiert.
Vom ursprünglichen „Großschiffahrtsweg Berlin-Stettin“ fehlen also jeweils die beiden Enden. Die Metropolen, die er doch verbinden sollte, sind zumindest aus dem Namen verschwunden.

## Abschnitte
Die Havel-Oder-Wasserstraße lässt sich in vier Abschnitte, die an der Lehnitzschleuse, am Schiffshebewerk Niederfinow und an der West-Schleuse Hohensaaten miteinander verbunden sind, unterteilen:
1. Havelhaltung, 30 km lang
2. Scheitelhaltung, 49 km lang
3. Oderhaltung, 14 km lang
4. Hohensaaten-Friedrichsthaler Wasserstraße, 42 km lang

Die Abschnitte 2 und 3 bilden zusammen das Teilstück Oder-Havel-Kanal.

### Die Havelhaltung

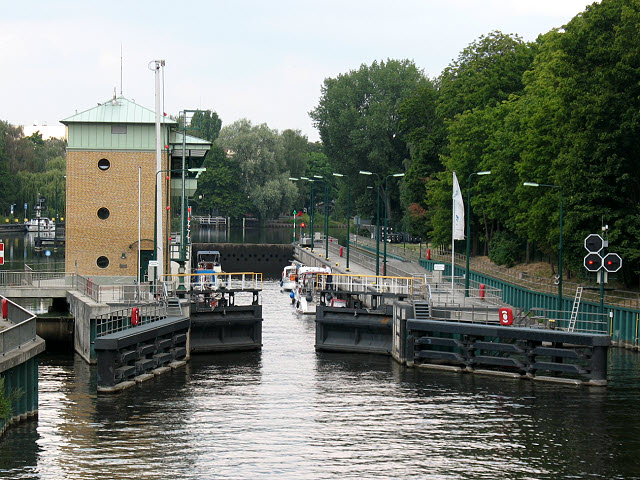
Beginn der Havelhaltung an der Schleuse Spandau,
Blick vom Unterwasser aus

Anfangspunkt der Havel-Oder-Wasserstraße war ursprünglich »die Schleuse Plötzensee, die das Bindeglied zwischen der Unteren Spree und der oberen Havel darstellt.« Der zur Havel führende, in West-Berlin liegende Kanal hieß bis 1990 Hohenzollernkanal, inzwischen heißt er wieder Berlin-Spandauer Schifffahrtskanal, von dem er immer ein Teil war. Die Kilometrierung beginnt heute an der Spreemündung unterhalb der Schleuse Spandau, die die Havelhaltung staut.
Die Havel-aufwärts führende Wasserstraße benutzt oberhalb von Pinnow, wo der nicht in sie integrierte Oranienburger Kanal beginnt, wieder, die jetzt aber ausgebaute Oranienburger Havel bis in den Südosten von Oranienburg. Hier zweigt sie zum nahen Lehnitzsee ab und erreicht an dessen Nordende die Lehnitzschleuse.

### Die Scheitelhaltung

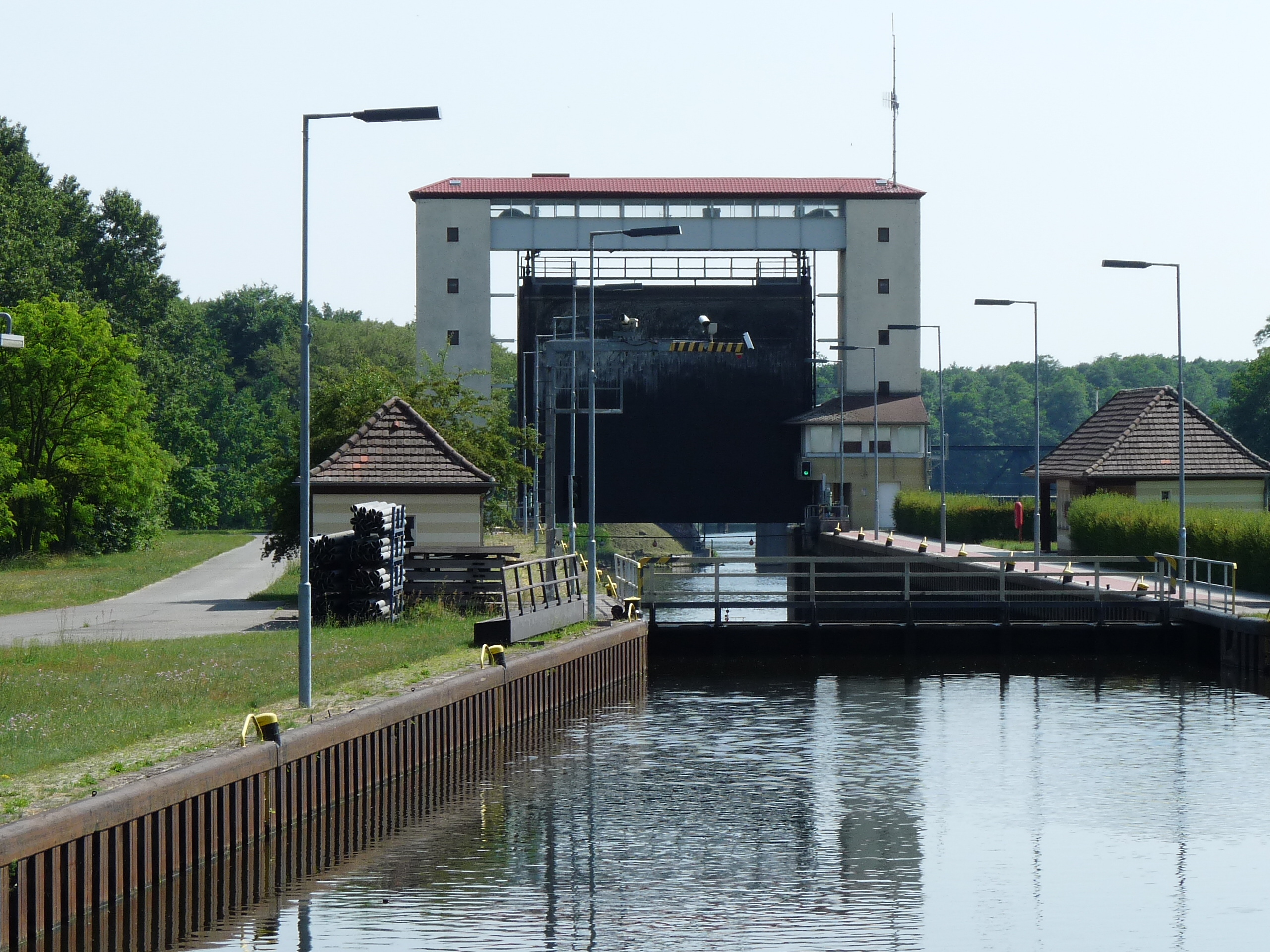
Westliches Ende der Scheitelhaltung an der Lehnitzschleuse,
Blick vom Oberwasser aus

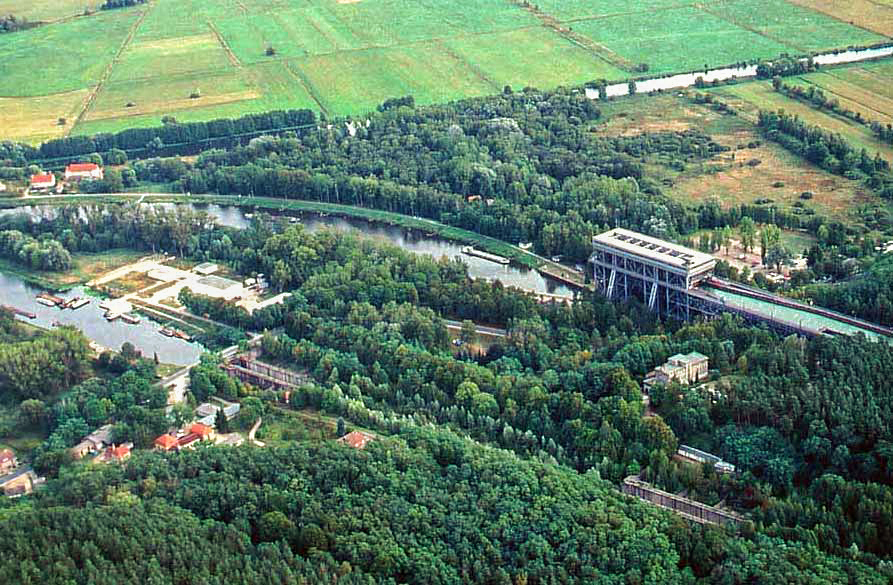
Östliches Ende der Scheitelhaltung bei Niederfinow
vorne zwei unterste Stufen der ehemaligen Schleusentreppe,
rechts: das alte Schiffshebewerk

Nach einem Aufstieg von fast 6 m in der 1910 gebauten Lehnitzschleuse ist breits die etwa 48 km lange Scheitelhaltung erreicht.Oberhalb der Schleuse »wurde ein etwa 5 Kilometer langes Kanalstück neu gebaut. Daran anschließend wurden auf einer Länge von rund 7 Kilometern Teile des alten Malzer Kanals begradigt und verbreitert. Die restlichen circa 36 Kilometer sind ein völlig neu gebauter Kanal. Bei Zerpenschleuse wird dabei der Finowkanal niveaugleich gekreuzt.«
Für den Abstieg über etwa 36 m in die Oderhaltung hinab wurde zuerst die 4-stufige Schleusentreppe Niederfinow gebaut. Das schon seit 1906 im Gespräch befindliche, zur Teppe parallele Schiffshebewerk Niederfinow konnte erst 1934 in Betrieb genommen werden.

### Die Oderhaltung

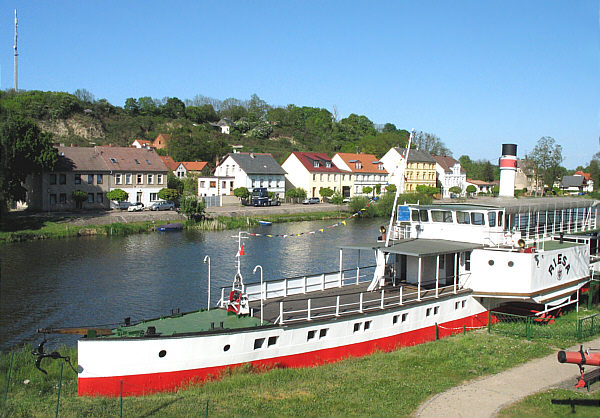
Die Oderhaltung in Oderberg

»Östlich der untersten Schleuse mündet der Kanal bei den Lieper Schleusen wieder in die alte Finowkanaltrasse ein. Der Großschiffahrtsweg benutzt die Gewässer des Lieper und des Oderberger Sees und folgt dann dem Lauf der Alten Oder bis Hohensaaten. Die Schleusen Hohensaaten verbinden den Großschiffahrtsweg zum einen mit der Ost- oder Stromoder und zum anderen mit der Hohensaaten-Friedrichsthaler Wasserstraße (Westoder).« Die Ostoder hat i. d. R. einen höheren Wasserspiegel als die Oderhaltung, weshalb die Ostschleuse meistens aufsteigend arbeitet. Die Westschleuse arbeitet fast ausnahmhslos in Nordrichtung zur Friedrichsthaler Wasserstraße (Westoder) hin absteigend. Beide Schleusen haben Hubtore, so dass beide in Ausnahmefällen oder Extremfällen (insbesondere die Westoder bei starkem Nordwind betreffend) in Gegenrichtung arbeiten können. Sie wurden 1913 bzw. 1915 fertiggestellt.
Der Finowkanal endete vor seiner Einbindung in die Havel-Oder-Wasserstraße an einer etwas stromaufwärts liegenden und kleineren, heute verschwundenen Aufstiegsschleuse zur Ostoder. In den ersten Jahren nach dem Bau des Finowkanals in der Mitte des 18. Jahrhunderts war das Oderbruch noch nicht großräumig entwässert, und die Oder war noch nicht kanalisiert und im Nordteil des Bruchs noch nicht nach Osten hinter die sogenannte Oder-Insel Neuenhagen verlegt worden. Der Finowkanal folgte dem ursprünglichen direkten Lauf der Finow zu Oder, die heute die Alte Oder ist und deren Wasserspiegel durchschnittlich 2 Meter tiefer als der der korrigierten Oder liegt.

### Die Hohensaaten-Friedrichsthaler Wasserstraße

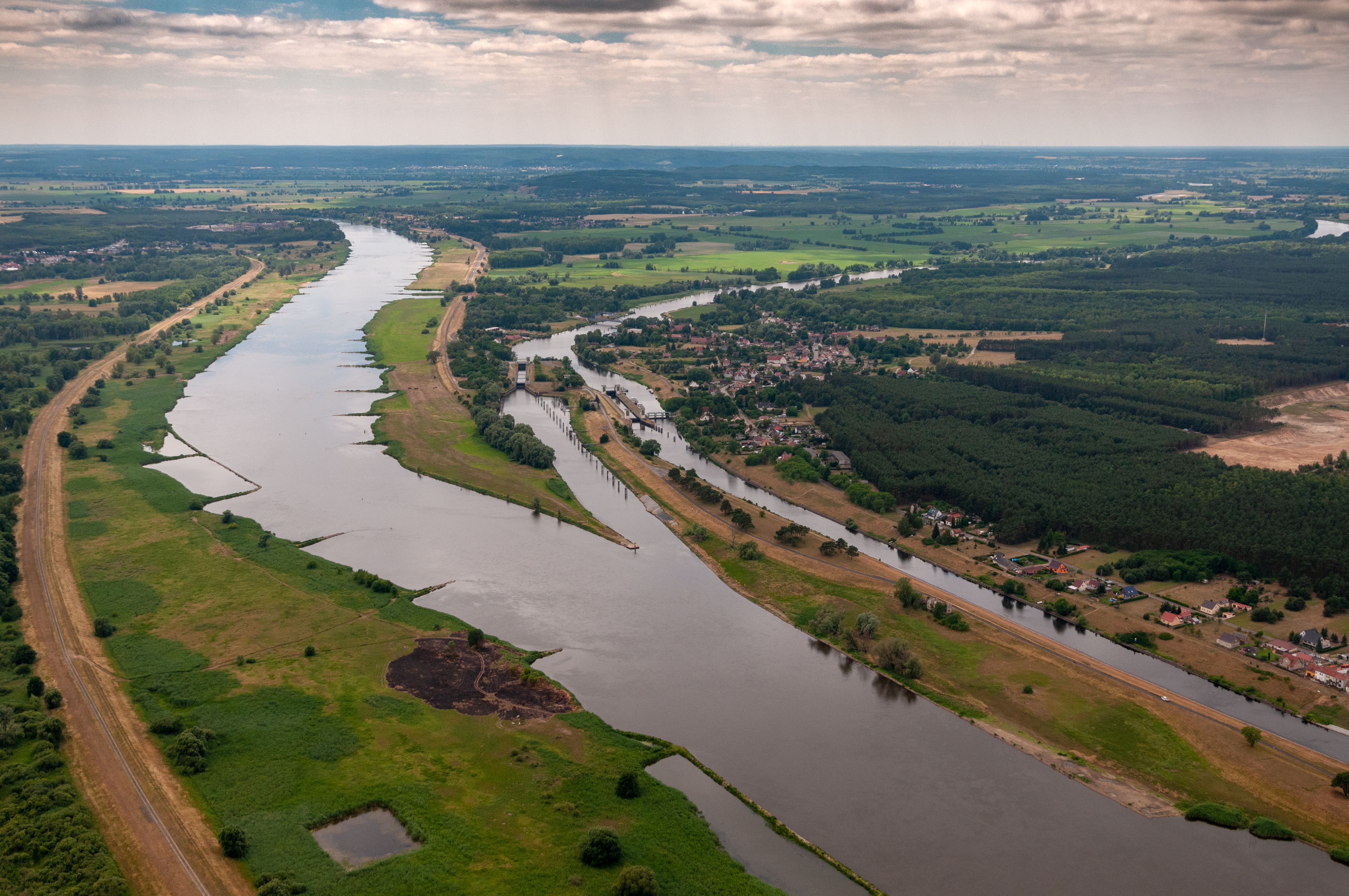
Übergang von der Oderhaltung der HOW (hinten rechts) zur
Hohensaaten-Friedrichsthaler Wasserstraße (vorne rechts) an der
West-Schleuse in Hohensaaten,
links: über die Ostschleuse zur Oder

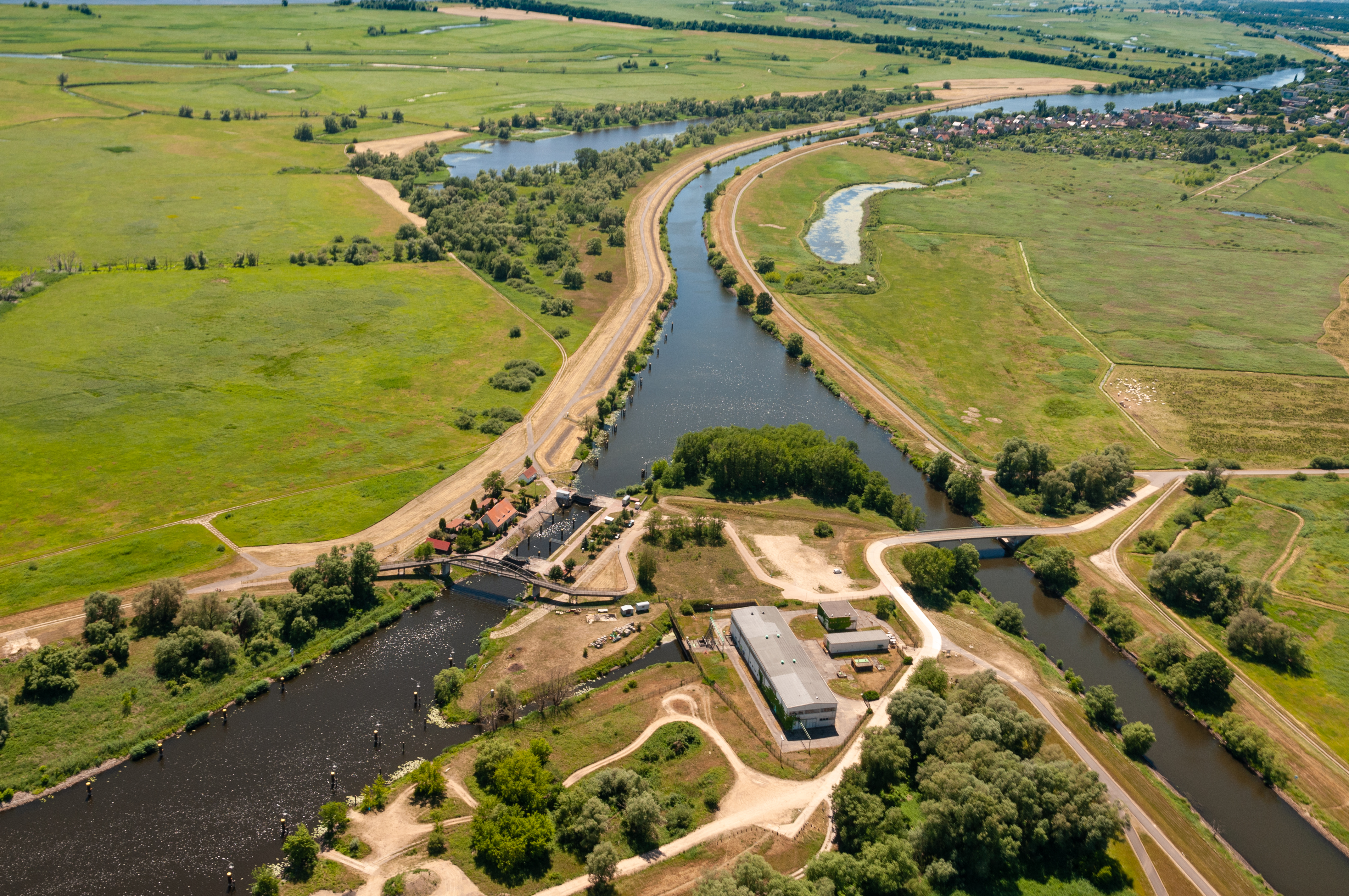
rechts die Hohensaaten-Friedrichsthaler Wasserstraße, nach links unten die Schwedter Querfahrt mit Aufstiegsschleuse zur Ostoder

Die Hohensaaten-Friedrichsthaler Wasserstraße konnte wegen des Ersten Weltkriegs und der nachfolgenden extremen Inflation erst 1933 eingeweiht werden. Bei der Einweihung des „Großschiffahrtsweges Berlin-Stettin“ 1914 fuhren die Schiffe ab Hohensaaten über die dortige Ostschleuse in der damals nach dem Ende des Oderdurchstichs östlich der Oder-Insel Neuenhagen noch unkorrigierten Oder weiter nach Stettin.
Die die Fahrwasserverhältnisse verbessernde Hohensaaten-Friedrichsthaler Wasserstraße entstand eigentlich erst im Gefolge der Pläne für die Verbesserung der Vorflut aus dem Oderbruch und im restlichen Odertal. Alle am Ostrand des Odertales vorhandenen Wasserläufe sollten als Hauptsstrom (Ostoder) und das mit der tiefer liegenden Alten Oder zufließende Wasser vom Hauptstrom durch Deiche getrennt und als Westoder bis fast nach Stettin geführt werden. Dort sind dann die mittleren Spiegel der West- und der Ostoder in etwa gleich hoch. Die Ostoder hat größeres Gefälle und fließt schneller als die Westoder mit kleinerem Gefälle. Da es notwendig war, den aus vielen Flussarmen bestehenden westlichen Vorfluter zu kanalisieren, ergab es sich von selbst, einen solchen Kanal schiffbar zu machen.
Die Ostoder wurde für 400-Tonnen-Schiffe reguliert, und die Hohensaaten-Friedrichsthaler Wasserstraße wie der übrige Großschiffahrtsweg für 600-Tonnen-Schiffe gebaut. Zwischen den beiden Wasserwegen wurden drei Querverbindungen errichtet. Die mittlere besteht nicht mehr, und die dritte ist die oberste bei Schwedt (Schwedter Querfahrt) mit einer Schleuse zum Aufstieg in die Ostoder.
Die Verbindung zwischen beiden Gewässern bei Falkenthal ist ein Überlauf, kein schiffbares Gewässer. Es hat sich eingebürgert, sowohl in Deutschland als auch in Polen, nur diese Verbindung und die Fortsetzung der Hohensaaten-Friedrichsthaler Wasserstraße, die ab hier die Grenze zu Polen bildet, als Westoder bzw. als Odra Zachodnia zu bezeichnen.

## Verwaltung
Die HOW ist eine Bundeswasserstraße der Wasserstraßenklasse IV mit Einschränkungen. Im Teilbereich Oder-Havel-Kanal laufen Ausbauarbeiten zur Klasse Va. Zuständig für die Verwaltung sind bis Kilometer 10,58 (Hennigsdorf) das Wasserstraßen- und Schifffahrtsamt Spree-Havel, anschließend das Wasserstraßen- und Schifffahrtsamt Oder-Havel.

## Staustufen
Die HOW hat 4 Staustufen: 1 Flusssperre (in Spandau), 2 Kanalstufen (in Lehnitz und Hohensaaten) und 1 Schiffshebewerk (in Niederfinow, die ältere parallele Schleusentreppe ist außer Betrieb und z. T. abgebaut).
Da in der Binnenschifffahrtsstraßenordnung die Fahrt in der HOW von der Havel zur Oder hin als Bergfahrt gilt, ergibt sich für das Schiffshebewerk Niederfinow die Kuriosität, dass dementsprechend dort die Fahrt mit dem Trog nach unten amtlich eine Bergfahrt ist.

## Geschichte
Dem Anwachsen des Verkehrs konnte Anfang des 20. Jahrhunderts nur durch Wasserstraßen für Schiffe mit größeren Abmessungen begegnet werden. Im Preußischen Landtag wurde diesbezüglich am 1. April 1905 ein Gesetz, „betreffend die Herstellung und den Ausbau von Wasserstraßen“ beschlossen, das ab 1906 zum “Bau eines [neuen] Großschifffahrtsweges von Berlin nach Stettin” führte.
Bei dessen Bau seit 1906 wurde die Havelhaltung ausgebaut (ab Spandau begradigt und unterhalb von Oranienburg vertieft) und die Scheitelhaltung  (Lehnitz bis Niederfinow) neu angelegt. Ab Berlin-Plötzensee wurde ein „Zubringer“-Kanal (nördlicher Zweig des Berlin-Spandauer Schifffahrtskanals) zur Havel oberhalb von Spandau gebaut.

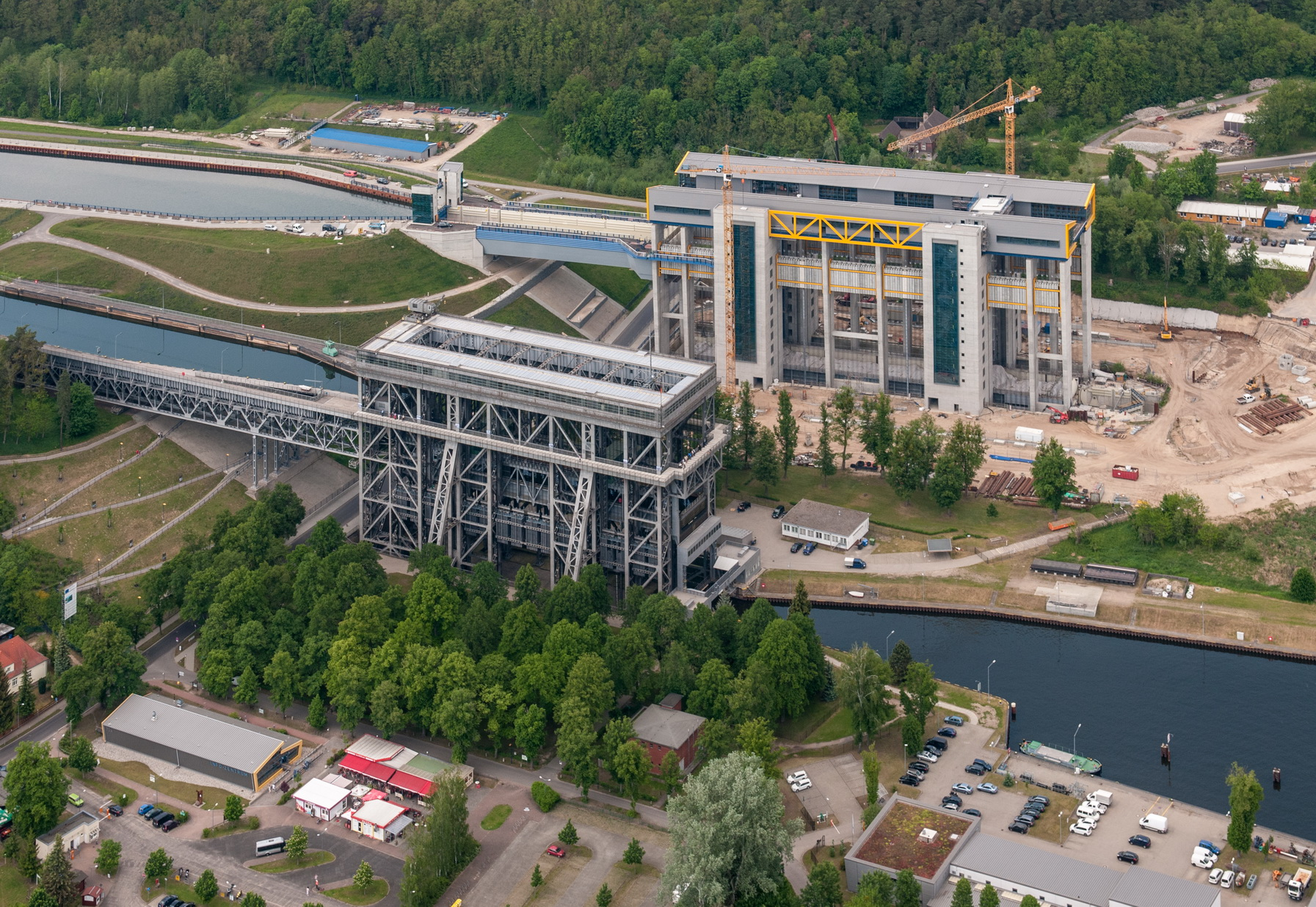
Altes (vorn) neues (im Bau) Schiffshebewerk in Niederfinow

Später kam die zur Hohensaaten-Friedrichsthaler Wasserstraße ausgebaute alte Westoder hinzu.
Die Schleusentreppe Niederfinow im Oder-Havel-Kanal wurde 1934 durch das Schiffshebewerk Niederfinow ergänzt. 1940 wurde in Lehnitz am westlichen Ende des Oder-Havel-Kanals eine parallele zweite Schleuse in Betrieb genommen. 2022 ging das neue größere, zum alten parallel liegende Schiffshebewerk Niederfinow Nord in Betrieb.
Schwedt und Eberswalde haben gut ausgebaute Häfen an der Havel-Oder-Wasserstraße.

## Gewässer
Die Bundeswasserstraße HOW besteht aus den Teilstrecken:
- Spandauer Havel
  - Spandauer See
  - Nieder Neuendorfer See
- unterer Teil der Oranienburger Havel
- Oder-Havel-Kanal
  - Lehnitzsee
- Oderberger Gewässer
  - Lieper See
  - Oderberger See
  - Alte Oder
- Hohensaaten-Friedrichsthaler Wasserstraße

Rechtlich gehören ferner folgende Bundeswasserstraßen zur HOW:
- Tegeler See
- Veltener Stichkanal
- Alte Havel-Oder-Wasserstraße
  - Oranienburger Kanal[9]
  - Friedrichsthaler Havel[9]
  - Malzer Kanal (bei Malz)[9]
- oberer Teil der Oranienburger Havel[9]
  - Gr. Wehrarm Sachsenhausen[9]
- Finowkanal[9]
  - Mäckerseekanal[9]
- Werbelliner Gewässer
  - Werbellinsee
  - Werbellinkanal
  - Rosenbecker See
  - Pechteichsee
- Mündungsstrecke Wriezener Alte Oder
- Verbindungskanal Hohensaaten Ost (zur Oder)
- Verbindungskanal Schwedter Querfahrt (zur Oder)
- der die deutsch-polnische Grenze bildende Teil der heutigen Westoder